# Mario Viera
Mario Viera (Florida, Uruguay, 19 de octubre de 1959) es un exfutbolista y entrenador uruguayo. Jugaba de portero y ha dirigido principalmente en equipos de Perú. Es padre de Sebastian Viera.

## Selección nacional
Fue internacional con la Selección de fútbol sub-20 de Uruguay en la Copa Mundial de Fútbol Juvenil de 1979 realizada en Japón donde obtuvo el tercer lugar. 

## Clubes

### Como futbolista
| Club                   | País    | Año         |
| ---------------------- | ------- | ----------- |
| Bella Vista            | Uruguay | 1979 - 1982 |
| Racing                 | Uruguay | 1983        |
| Quilmes                | Uruguay | 1985        |
| Miramar Misiones       | Uruguay | 1986 - 1987 |
| Ituzaingó de Maldonado | Uruguay | 1989        |
| Palestino              | Uruguay | 1990 - 1992 |
| Atlética Río Negro     | Uruguay | 1993        |

### Como asistente
| Club                    | País     | Año         | Asistente De     |
| ----------------------- | -------- | ----------- | ---------------- |
| Everton                 | Chile    | 1998        | Gerardo Pelusso  |
| Independiente Petrolero | Bolivia  | 1999        | Rosario Martínez |
| Cerro                   | Uruguay  | 2003        | Gerardo Pelusso  |
| Danubio                 | Uruguay  | 2004 - 2005 | Gerardo Pelusso  |
| Alianza Lima            | Perú     | 2006 - 2007 | Gerardo Pelusso  |
| Real Cartagena          | Colombia | 2024 - 2025 | Sebastián Viera  |

### Como entrenador
| Club                      | País    | Año         |
| ------------------------- | ------- | ----------- |
| Tianjin Lifei             | China   | 2000        |
| Club Atlético Florida     | Uruguay | 2001        |
| Mingte Fútbol Club        | China   | 2002        |
| Universidad César Vallejo | Perú    | 2008 - 2010 |
| Unión Comercio            | Perú    | 2012        |
| Cienciano                 | Perú    | 2013 - 2014 |
| Comerciantes Unidos       | Perú    | 2016        |
| Sport Boys                | Perú    | 2017 - 2018 |
| Ayacucho                  | Perú    | 2018 - 2019 |
| UTC                       | Perú    | 2021        |
| Alianza Atlético          | Perú    | 2022        |
| Carlos A. Mannucci        | Perú    | 2023        |

## Palmarés

### Como entrenador
| Título                    | Club       | País | Año  |
| ------------------------- | ---------- | ---- | ---- |
| Segunda División del Perú | Sport Boys | Perú | 2017 |